# Cobubatha icria
Cobubatha icria är en fjärilsart som beskrevs av Dyar 1914. Cobubatha icria ingår i släktet Cobubatha och familjen nattflyn. Inga underarter finns listade i Catalogue of Life.